# Johann Adolph von Lützow
Johann Adolph Freiherr von Lützow (* 19. Mai 1748 in Naumburg; † 6. November 1819 in Stargard) war ein preußischer Generalmajor, Ritter des Ordens Pour le Mérite und Dompropst von Kolberg sowie Kommandant von Berlin.

## Leben

### Herkunft
Er entstammt einer sehr alten mecklenburgischen Familie Lützow. Er gehört zur Linie Pritzier-Schwechow und wurde in Schulpforte erzogen. Sein Vater war Marquard Georg von Lützow († 1752) Obermundschenk von Sachsen-Weißenfels. Seine Mutter war Anna Dorothea von Taubenheim. Er war der vierte und jüngste Sohn des Paares. 1756 erhielt er eine Expektanz auf eine Domherrenstrelle in Naumburg.

### Militärkarriere
Lützow trat 1762 zuerst in das Regiment „Bernburg“, dann in das „von Rammin“ zuletzt „von Möllendorf“. Er war sieben Jahre Inspektions- und Gouverneurs-Adjutant. Während des Bayerischen Erbfolgekrieges war er Brigade-Major und Generaladjutant des Generals von Rammin. In dem Regiment „von Möllendorf“ wurde er am 13. Juli 1790 zum Major, dann zum Kommandeur eines Grenadier-Bataillons und am 24. Juli 1798 zum Oberstleutnant befördert. Ein Jahr später wurde er Kommandeur des Regiments und am 7. Juni 1800 Oberst. Am 18. März 1806 ernannte ihn der König zum Kommandanten von Berlin, doch führte er in dem Feldzuge dieses Jahres 1806 eine Brigade bei der Hauptarmee. Nach dem Frieden von Tilsit war er einer der Bevollmächtigten bei der Vollziehung des Friedens und wurde mit vielfachen ehrenvollen Aufträgen seines Monarchen versehen. Am 28. November 1808 wurde der Freiherr zum Generalmajor ernannt. Er wurde aber immer kranker und so wurde er im Jahre 1813 in den Ruhestand versetzt. Er starb am 6. November 1819 auf einer Reise nach Pommern in Stargard. Bereits im Jahre 1806 war er Dompropst des Kapitels in Kolberg geworden.

### Familie
Lützow war mit Frederike Wilhelmine Luise Sophie von Zastrow (* 28. November 1754; † 17. Juli 1815) verheiratet. Sie war die Tochter des preußischen Major Friedrich Wilhelm Christian von Zastrow († 1758) und Christiane Auguste von Boden († 17. Februar 1776). Auch zwei ihrer Brüder wurden preußische Generäle.
- August (* 13. November 1780; † 28. Dezember 1826), preußischer Oberregierungsrat ⚭ 22. November 1811 Ernestine von Grävenitz aus dem Haus Frehne
- Ludwig Adolf Wilhelm (1782–1834)

⚭ 20. März 1810 (Geschieden 1824) Elisa von Ahlefeldt (* 17. November 1788; † 20. März 1855)
⚭ 10. April 1829 Auguste Uebel (1803–1888), Witwe seines Bruders Wilhelm
- Leopold Heinrich Wichard (1786–1844)

⚭ Bertha von La Roche (* 5. April 1793; † 30. Juni 1830)
⚭ Therese von Richthofen (1816–1839) aus dem Haus Brechelshof
- Wilhelmine (* 12. Mai 1784; † 10. Januar 1837) ⚭ 27. August 1812 Heinrich Graf zu Dohna-Wundlacken (1777–1843)
- Wilhelm (* 10. Februar 1795; † 15. Februar 1827) ⚭ 5. Juli 1821 Auguste Uebel (1803–1888), Tochter des Amtsrats Friedrich Ludwig Uebel aus Paretz